# Cabo de las Huertas
Cabo de las Huertas är en udde i Spanien.   Den ligger i provinsen Provincia de Alicante och regionen Valencia, i den sydöstra delen av landet, 400 km sydost om huvudstaden Madrid.
Terrängen inåt land är platt. Havet är nära Cabo de las Huertas åt sydost.  Närmaste större samhälle är Alicante, 6,7 km väster om Cabo de las Huertas. 